# Olio Dauno
L'Olio Dauno è un olio d'oliva a Denominazione di origine protetta.
Prodotto unicamente da olive coltivate, raccolte e lavorate nella provincia di Foggia, è apprezzato per il suo profilo organolettico caratteristico, che varia nelle diverse sottozone.

## Zone di Produzione
Il disciplinare di produzione dell'olio Dauno DOP identifica quattro sottozone della provincia di Foggia, ciascuna caratterizzata da condizioni geografiche, pedoclimatiche e da una predominanza di specifiche varietà di olive. La denominazione di origine protetta per l'Olio Dauno è obbligatoriamente accompagnata da una delle seguenti menzioni geografiche:
- Alto Tavoliere: è ottenuto principalmente dalla cultivar Peranzana, che deve essere presente in misura non inferiore all'80%. L'olio prodotto è caratterizzato da un gusto fruttato medio-intenso, con profumi erbacei e leggermente speziati.
- Basso Tavoliere: è prodotto prevalentemente con la varietà Coratina, presente in misura minima del 70%. Il risultato è un olio con un gusto fruttato leggero e note aromatiche di carciofo e mandorla, particolarmente dolce, con una leggera sfumatura amarognola che ne esalta il profilo gustativo.
- Gargano: è ottenuto principalmente dalla varietà Ogliarola Garganica, che deve rappresentare almeno il 70% delle olive utilizzate. Questo olio ha un gusto delicato e fruttato, con una leggera nota di mandorla e un colore che varia dal giallo al verde chiaro.
- Sub-Appennino: è prodotto utilizzando principalmente le varietà Ogliarola, Coratina e Rotondella, da sole o congiuntamente, per un minimo del 70% del totale. L'olio del Subappennino ha un colore verde intenso, sentori di frutta fresca e un equilibrio armonioso tra l'amaro e il piccante.

## Caratteristiche Organolettiche
Il disciplinare prevede che la specifica composizione delle varietà di olive in ciascuna sottozona, con percentuali minime ben definite, conferisca all'olio Dauno DOP un'ampia gamma di caratteristiche aromatiche. Queste spaziano da sapori intensi e robusti a note più delicate e fruttate, a seconda della varietà predominante in ogni area.
L’olio extravergine di oliva Dauno DOP si caratterizza per un livello di acidità massima totale di 0,6g per 100g di prodotto, un punteggio minimo di 6,5 al panel test, e un contenuto di polifenoli totali maggiore o uguale a 100 ppm.

## Produzione
La raccolta delle olive destinate alla produzione dell'Olio Dauno DOP deve concludersi entro il 30 gennaio di ogni anno. L’estrazione dell’olio deve avvenire entro tre giorni dalla raccolta.